# مگان اوپنهایمر
مگان اوپنهایمر (انگلیسی: Meaghan Oppenheimer؛ زادهٔ ۱۹۸۵/۱۹۸۶ (۳۸–۳۹ سال)) فیلم‌نامه‌نویس، تهیه‌کننده اهل ایالات متحده آمریکا است. وی از سال ۲۰۱۰ میلادی تاکنون مشغول فعالیت بوده‌است.

## سنین جوانی و تحصیل
مگان اوپنهایمر در تولسا (در اوکلاهاما) بزرگ شد و در سنین کودکی بازیگر بود و در تئاترهای منطقه‌ای و برنامه‌های تلویزیونی کار فعالیت داشت. او از هالند هال و سپس دانشگاه نیویورک - مدرسه هنر Tisch ( Holland Hall,  New York University—Tisch School of the Arts) در سال 2009 فارغ‌التحصیل شد. پس از آن، به لس آنجلس نقل مکان کرد و به حرفه فیلمنامه نویسی مشغول شد. از کارهای معروف او می‌توان به نویسندگی و کارگردانی سریال بهم دروغ بگو اشاره کرد.